# الحيفة (المخادر)

تعديل مصدري - تعديل

الحيفة هي إحدى قرى عزلة الشرف بمديرية المخادر التابعة لمحافظة إب، بلغ تعداد سكانها 53 نسمة حسب تعداد اليمن لعام 2004.